# Guriú
Guriú é um dos distritos do município de Camocim, no estado do Ceará. Está localizado na Praia de Guriú, entre um coqueiral e a foz do rio Guriú.

## História
Foi criado através de ato estadual em 11 de fevereiro de 1890, e anexado ao município de Camocim.

## Economia
A maior parte da população economicamente ativa vive da pesca comercial (lagosta, camarão, sururu, siri, caranguejo etc.) ou de subsistência (peixe, e outros pescados), e da agricultura, como o plantio de feijão, milho, mandioca, entre outros legumes.
Outra atividade importante são as ligadas ao turismos, pois a vila de Guriú está localizada a aproximadamente 10 km a oeste de Jericoacoara e é ponto de passagem fundamental para viagens de Jeriocoacoara até Tatajuba e Camocim. Além disso, por sua localização na foz de um rio e entre mangues e as dunas de areia do Parque Nacional de Jericoacoara, oferece várias possibilidades turísticas, como observação de calavos-marinhos nos manguezais, do passeio de buggy pelas dunas, ou passeio em balsas no rio ..
A região também é conhecida pelos ótimos ventos favoráveis para a prática de esportes náuticos como o Kitesurf e Winfsurd recebendo atletas e velejadores de todas as regiões do Brasil.